# 이상민 (가수)
이상민(한국 한자: 李尙敏, 1973년 6월 24일~)은 대한민국의 방송인이자 래퍼이다. 대한민국 음악 그룹 룰라의 구성원이다.

## 생애

### 데뷔 전
본관은 전주 이씨 양녕대군파이며, 1973년 6월 24일 서울에서 태어났다. 14살 터울의 누나가 하나 있다. 4살 때 아버지를 여의고 홀어머니 밑에서 자랐다. 어릴 때 어머니가 중국집, 민속주점, 하숙집 등 장사를 해서 어깨너머로 요리를 배우게 됐다고 한다. 초등학생 때는 중국집 배달원이 없는 경우에는 자전거를 타고 직접 배달을 했다.
1993년 다운타운 디스크 자키가 됐다. 고등학교를 졸업한 뒤 대학에 진학하려 했으나, 불합격한 뒤 가수의 꿈을 키웠고 고등학교를 졸업했으나 대학엔 진학하지 않다가, 1995년 12월 대학수학능력시험을 봤다. 이듬해 2년 서울예대 영화과에 남자 2등으로 합격했다.
대학 낙방 후 이상민은 같은 동네에 살던 신정환과 함께 경기도 팔당에 월 30만원짜리 연습실에서 1년간 연습을 했다. 당시 수입이 좋지 못하여 라면을 주식 삼아서 먹고 살았다.

### 룰라 시절
1994년 룰라의 보컬리스트 겸 래퍼로 정식 데뷔하여 줄곧 리더 역할을 맡았다. 룰라는 1994년 7월 1집을 발표했고, 1995년 3월 2집 {날개잃은 천사}를 발표해 인기 반열에 올랐다. 특히 2집은 100만장 이상 판매고를 올렸으며 최종 180만장으로 김건모의 {잘못된 만남} 250만장 다음으로 가장 많이 팔린 음반이 된다. 당시 언론 기사에 따르면, 이상민은 팀 안에서 '거친 사내'의 이미지를 담당하고 있었다고 한다.
3집 수록곡 〈천상유애〉 등의 표절시비에 휘말린 뒤 자숙중이던 이상민은 너무도 억울하다 못하여 화가 치밀어올라 유리창을 손으로 깬 후 손에 피가 흘렀고 그걸 발견한 매니저가 이상민이 자살시도를 하는줄 알고 신고를 한 이야기가 있다.(동맥을 끊었다는 이야기는 지어낸 이야기.) 당시만 해도 이상민은 작곡에는 관여하지 않고 랩과 멤버 구성 등을 담당했었는데 이후 본격적으로 작곡을 배우게 되었다고 한다.
다음날인 12일 이상민을 제외한 멤버 김지현, 채리나, 고영욱은 기자회견을 열고 룰라의 잠정적 활동중단을 선언했다.
이 자리에서 당시 룰라의 소속사 서울인 프로덕션이 밝힌 바에 따르면 이상민의 자살을 결정적으로 부추긴 것은 김성재에 대한 추모곡 '하얀새'의 표절 논란으로 보인다. 11일 밤 이상민은 여의도의 사무실에서 SBS 《한밤의 TV연예》를 시청하고 있었고, 해당 프로그램이 이상민이 직접 작사, 작곡한 것으로 알려진 '하얀새'의 표절 논란을 다뤘다. 하지만 이는 이상민이 직접 작곡 작사한 것이 아니고, 이상민이 이노래에 대한 저작권을 구입한 것으로 파악된다. 이를 본 이상민이 화장실에서 자살을 시도했다는 것이다.
기자회견에서 이상민의 동료 김지현은 울먹이며 "여론이 이렇게 무서운 줄 아직도 몰랐다. 어제까지 우리를 사랑해 주시던 분들이 갑자기 등을 돌려버려서 불과 하루아침에 매장당한 느낌"이라는 심경을 밝혔다.
이후 이상민은  1996년 6월 18일 한밤의 TV연예에 출연해 심경고백을 했다.
활동을 중지한 룰라는 6월 8일 4집 앨범 발표회를 열었다. 이상민은 자신이 직접 작사, 작곡한 '아!자'에 대한 애착을 보이며 가수뿐 아니라 음악 프로듀서로서도 활동할 뜻을 비췄다. 룰라 4집 앨범 타이틀곡인 3!4!의 원제는 미래였으나 이상민 제안으로 제목을 바꿨으며 전주없이 바로 시작되는 인상깊은 인트로는 나중에 추가했다고 한다.
1집 이후 신정환 군입대, 4집 이후 김지현의 탈퇴 등 위기가 발생할 때마다 2집 채리나 영입, 5집 로메오 임시 영입 등으로 나름 선방하며 룰라 활동을 이어간다.
12일 서울 올림픽경기장 체조경기장에서 컴백 콘서트를 가졌다. 표절 파문의 여파 때문인지 당시 관객석은 절반밖에 차 있지 않으며, 립싱크로 공연이 진행됐다. 이 자리에서 이상민은 인사말로 "팬들에게 못난 모습을 보인 것에 대해 사과드린다"라고 발언했다.
라디오스타 룰라 편에 의하면 룰라 시절 이상민은 타 멤버에 비해 상대적으로 인기가 낮아 싸인회를 하면 팬들한테 가장 잘해줬다고 한다.

### 프로듀서 활동
1997년 4월 룰라 해체 이후 이상민은 프로듀서 활동에 나선다. 5월 초에는 양현석과 함께 소호대의 데뷔 앨범을 제작했다. 룰라 멤버 채리나가 포함된 걸그룹 디바의 데뷔 앨범도 제작했다.
1998년에는 옛날 동료였던 신정환이 음악을 하고 싶어하자 탁재훈을 영입해 댄스 팝 음악 그룹 컨츄리 꼬꼬를 결성하는데 기여한다. 주변에서 가장 웃긴 두 사람이 음악을 하면 어떨까 해서 제작하게 되었으며 해피를 테마로 잡았다고 한다. 데뷔 앨범 등에서 작사, 작곡을 맡기도 하였다. 놀면 뭐하니 겨울 노래 특집에 나오기도 했던 대표적인 성탄절 노래인 {해피 크리스마스} 작곡, 작사에도 참여했다.
1998년 4월 이상민은 컨츄리 꼬꼬 뮤직 비디오에 참여한 개그맨 겸 뮤지컬배우 남희석과 함께 회식을 하다 반취중상태에서 강남구 청담동 어느 나이트클럽 앞에서 행인들에게 오른쪽 얼굴 뼈가 부서질 만큼 폭행을 당한 적이 있다. 이때 값비싼 시계를 주우려다 더 크게 다친 것 같다고 후회하는 모습이 SBS 미운우리새끼에 방영됐다.
1998년 11월에는 샵의 데뷔 앨범을 제작했고, 대부분의 곡의 작사, 작곡을 담당했다.
1999년 3월에는 룰라 6집을 제작하며 가요계에 돌아왔다. 당시 이상민의 인터뷰에 따르면 1999년 2월 따로 활동하던 룰라의 네 멤버(이상민, 김지현, 채리나, 고영욱)의 생각이 일치해 룰라를 재결성하게 됐다고 한다. 특히 이상민은 과거 표절 관련 논란을 의식한 듯 "기존 곡과 유사한 구절로 오해받지 않을 것"이라고도 말했다.
1999년 10월 5일에는 룰라, 디바, 샤크라 등 14명의 가수가 참여한 브로스의 앨범을 제작했다. 당시 브로스의 곡은 이상민이 이끄는 작곡가 모인 상마인드(Sangmind)의 여러 가지 장르로 만들었다고 한다. 당시 이상민은 "기계적인 테크노 소리와 자연, 인간의 목소리를 섞은 음악이 앞으로 주류를 이룰 것"이라고 말했다.
1999년 7장의 앨범 발매로 총 180만장의 판매고를 올려 유통사로부터 약 100억에 가까운 매출수익을 정산 받았다고 한다. (당시 정산기준은 앨범 1장당 4290원이었다고 mnet 믹스테이프란 프로그램에 출연해 밝혔다.) 매출원가 및 판관비가 포함된 금액이긴 하지만 최고로 많을 때는 현금 48억원이 통장에 있었다고 한다.

### 2000년대
이상민은 2002년 보이그룹 Q.O.Q.를 데뷔시켰다. Q.O.Q.의 1집 타이틀 곡 《떠나가라》는 차트 상위권에 연이어 들면서 괜찮은 성적을 기록하였으나, 제주도 스케줄 중 교통사고를 당해 멤버 이상훈이 장이 파열되는 큰 부상을 입어 결국 8개월만에 팀은 해체되었다. 이상민은 Q.O.Q.의 데뷔 프로모션에 11억원을 투자했다. 샤크라는 정규 3집부터 타 기획사에 매니지먼트를 위탁하고 이상민은 프로듀서만 맡게 되었는데, 이 때 멤버 이니가 팀을 탈퇴하고 보나를 영입하여 활동을 재개했다. 그러나 타이틀 곡 《돌아와》가 기존 샤크라의 음악 색깔과 완전히 다른 발라드곡이어서 큰 실패를 맛 보았고 후속곡 《다》로 어느 정도 기사회생을 하였으나 이전 1,2집만큼의 성적은 보지 못했다. 연말에는 엑스라지 2집 앨범 프로듀싱도 맡았으나, 역시 실패를 맛보게 된다. 2003년에는 자신이 프로듀싱했던 컨츄리꼬꼬와 샵이 모두 해체하였고, 자신이 제작한 걸그룹 디바 역시 이상민이 프로듀싱에 참여하지 않았다.
2003년 이상민은 클레오 4집 프로듀싱을 맡았고, 타이틀 곡 《동화》가 어느 정도 히트하였다. 그러나 백지영 4집, 김지현 2집은 크게 실패하면서 프로듀서로서의 활동에 차질이 생겼고, 샤크라는 당해 발매된 4집 앨범에서 이상민에게 프로듀싱을 맡기지 않았다. 클레오와 디바 역시 더 이상 이상민이 프로듀싱을 맡지 않게 되었다.
2004년 이상민은 대형 래스토랑 '김미파이브' 에 7억원을 투자하였다. 김미파이브는 식사 뿐 아니라 격투기 경기까지 볼 수 있는 식당 컨셉으로 개점과 동시에 많은 인기를 얻었다. 그러나 1호점을 운영하고 있던 이상민에게 주주들은 한 가지 제안을 해온다. 매장 내 넓은 홀에 성인 오락기기 2000여대를 설치하여 금전적인 이익을 높이자는 것이었다. 이상민은 고심 끝에 그 제안을 거절하고, 1호점을 주주들에게 넘기고 2호점 운영을 준비하였다. 그러나 2005년 5월, 김미파이브 1호점에서 격투기 선수가 경기 도중 사망하는 사건이 터지며 1호점은 매출이 급락하여 폐업하였고, 자연스레 이상민이 운영준비중이던 2호점 개점도 백지화되었다.
2004년 6월 19일 7년간 연애하던 이혜영과 결혼했으나, 1년 2개월 후에 2005년 8월 8일 협의 이혼했다.
이후 이혜영은 이상민이 22억여원을 가로채고, 모바일 누드사진을 찍으라고 종용했다며 사기 등의 혐의로 고소하기도 했다.
이혜영의 고소 사실이 알려진 이후인 9월 22일 이상민은 청담동의 카페에서 기자회견을 열고 고소 내용에 대해 자세히 해명했다. 이혜영의 채무는 자신이 갚을 것이란 뜻을 밝혔다. 2달 뒤 이혜영은 고소를 취하했다.
2006년 12월에는 도박사이트 운영 혐의로 경찰에 불구속 입건됐다. 당시 경찰의 발표내용에 따르면, 이상민은 2006년 5월 말부터 7월까지 전국에 80여개 가맹점을 둔 인터넷 도박사이트를 운영했다. 도박사이트 수익금 54억원 중 2억1000만원을 배당받은 혐의다. 이상민은 수익금을 배당받은 적이 없다고 입장을 밝혔다.
이후 재판을 받게 되었고, 2009년 1심에선 무죄를 선고받았고, 2심에서는 유일한 증인이었던 지인이 암으로 사망하면서 2010년 5월 징역 1년 6개월, 집행유예 3년의 유죄를 선고받았다. 이에 따라 지상파 방송 3사로부터 출연정지를 받게 되었다.
이상민은 김미파이브의 파산으로 57억원이라는 막대한 채무를 짖게 되었으며, 결국 2005년 11월 2일 최종 부도 처리되었다. 그는 건강상태가 악화되어 식사가 힘들어지자차에서 이온음료로 식사를 해결하고, 직접 전국의 채권자들을 찾아가 어음을 회수하며 빚 상환을 위해 노력했다. 2006년 이상민은 백지영의 5집 앨범 프로듀서를 맡게 되는데, 타이틀 곡 《사랑안해》가 공전의 히트를 기록하였다.

### 2012년 이후
2012년 엠넷의 《음악의 신》을 시작으로 본격적으로 방송에 복귀했다. 2013년 4월부터는 《더 지니어스》 시즌 1, 2에 출연해, 시즌2에서 우승했다.
이후에도 각종 케이블 방송 프로그램에 출연하고 있다. 최근 작품은 JTBC의 《님과 함께》로, 2014년 8월 13일부터 출연하며 후지타 사유리와 가상 부부로 출연했다.
빚이 70억원 상당으로 이는 이상민이 사람을 너무 잘 믿어 생긴 문제로 그 빚 중 20억원을 속칭 '김사장'이라는 자가 가로채고 도망쳤다. 이 일로 인하여 이상민의 어머니가 그 김사장이라는 사람과 독대면을 하고 싶어한다.
이후 여러 방송을 통해 부채금액 상당부분이 외상거래보단 임원 개인 사익 편취나 이자에 의해 발생된 것임을 밝히고 있으며 이상민 본인도 빌려줬으나 못 받은 돈이 6억원 이상임을 미운 우리 새끼 방송을 통해 알려졌다.
2016년도부터 모든 지상파 방송에서의 출연정지가 해제되었다.
2020년 11월 10일 이상민은 2018년 샴푸 뒷광고로 자신의 유튜브 채널에서 사과를 했다.

## 학력
- 1986년 서울창천초등학교 (졸업)
- 1989년 숭문중학교 (졸업)
- 1992년 영등포공업고등학교 (졸업)
- 1997년 서울예술대학교 영화과 (중퇴)

## 별명
- '룰라'
- '이애기'
- 'LSM'
- '궁상민'
- '빚상민'

## 출연작

### 텔레비전 프로그램
- 1996년 KBS1 《TV는 사랑을 싣고》
- 2000년 KBS2 《가족오락관》(815회 게스트)
- 2001년 MBC 《목표달성 토요일-동거동락》
- 2012년 Mnet《음악의 신》
- 2013년 JTBC《남자의 그 물건》
- 2013년 XTM 《더 벙커 시즌 1》
- 2013년 tvN 《더 지니어스: 게임의 법칙》
- 2013년 Mnet《방송의 적 - 이적쇼》
- 2013년 tvN 《백만장자 게임 마이턴》
- 2013년 XTM 《더 벙커 시즌 2》
- 2013년 tvN 《더 지니어스: 룰 브레이커》
- 2014년 XTM 《더 벙커 시즌 3》
- 2014년 Mnet《음담패설》
- 2014년 [[올'리브]《셰어하우스》
- 2014년 XTM 《더 벙커 시즌 4》
- 2014년 JTBC《님과 함께》
- 2015년 JTBC《우리집》
- 2015년 XTM 《더 벙커 시즌 5》
- 2015년 XTM 《인사이드 슈퍼레이스》
- 2015년 채널A 《잘 살아보세》
- 2015년 tvN 《더 지니어스: 그랜드 파이널》(1 ~ 3회 출연자, 9회 게스트)
- 2015년 TV조선《앞치마 휘날리며》
- 2015년 O tvN《쓸모있는 남자들》
- 2015년 tvN 《방송국의 시간을 팝니다》
- 2015년 XTM 《타임아웃》
- 2015년 Mnet《너의 목소리가 보여 시즌 2》
- 2016년 채널A 《이제 만나러 갑니다》
- 2016년 JTBC 《아는 형님》- 고정출연
- 2016년 KBS2 《배틀 트립》
- 2016년 KBS 조이 《최강男女》
- 2016년 KBS2 《개그콘서트》 - 이럴줄알고 게스트
- 2016년 MBC 《미스터리 음악쇼 복면가왕》 - 합리적 이성 아폴론
- 2016년 KBS2 《1 대 100》(439회 게스트)
- 2016년 Mnet 《음악의 신 2》
- 2016년 Mnet 《너의 목소리가 보여 시즌 3》
- 2016년 KBS1 《열린음악회》
- 2016년 JTBC 《냉장고를 부탁해》
- 2016년 채널A 《개밥 주는 남자》(특별출연)
- 2016년 채널A 《풍문으로 들었쇼》
- 2016년 KBS 조이 《차트를 달리는 소녀》
- 2016년 KBS2 《노래싸움 - 승부》
- 2016년 E채널 《직진의 달인》
- 2016년 Mnet 《싱스트리트》
- 2016년 SBS 《드라이브 클럽》
- 2016년 SBS 《정글의 법칙》
- 2016년 코미디TV 《운빨 레이스》
- 2016년 JTBC 《알짜왕》
- 2016년 KBS 조이 《차트를 달리는 남자》- 고정출연
- 2016년 MBC 《꽃놀이패》
- 2016년 JTBC 《말하는대로》 - 1회 게스트
- 2017년 XTM 《더 벙커 시즌 8》
- 2017년 SBS 《주먹쥐고 뱃고동》
- 2017년 MBC 《은밀하게 위대하게》
- 2017년 Mnet 《너의 목소리가 보여 시즌 4》
- 2017년 SBS 《미운 우리 새끼》
- 2017년 MBC 《섹션TV 연예통신》
- 2017년 MBC 《오빠생각》
- 2017년 SBS 《SBS 스페셜 478회 [성신제의 달콤한 인생] 편》 - 데뷔이래 첫 내레이션
- 2017년 채널A 《하트시그널》
- 2017년 tvN 《20세기 소년 탐구생활》
- 2017년 tvN 《김무명을 찾아라 시즌 1》
- 2017년 SBS 《살짝 미쳐도 좋아》
- 2018년 Mnet 《너의 목소리가 보여 시즌 5》
- 2018년 tvN 《김무명을 찾아라 시즌 2》
- 2018년 코미디TV 《잠시 휴》
- 2018년 KBS2 《하룻밤만 재워줘》
- 2018년 MBC 에브리원 《주간 아이돌》
- 2018년 엠넷 《더 콜》
- 2018년 MBC 에브리원 《비디오스타》
- 2018년 MBC 《구내식당 - 남의 회사 유랑기》
- 2018년 MBC 에브리원 《할 말 있어, 오늘》
- 2019년 MBN 《최고의 한방》
- 2019년 채널A《아이콘택트》
- 2020년 tvN 《케이팝 어학당 - 노랫말싸미》
- 2020년 채널A《하트시그널 3》
- 2020년 KBS2 《악(樂)인전》
- 2020년 KBS2《전교톱10》
- 2020년 E채널《탑골랩소디》
- 2021년 MBN 《골든타임 씨그날》
- 2021년 채널A《하트시그널 프렌즈》
- 2021년 GS홈쇼핑 《똑소리》
- 2021년 SBS 《신발 벗고 돌싱포맨》- 고정출연
- 2021년 MBN 《알토란》- 진행
- 2023년 SBS 《먹찌빠》

### 드라마
- 2017년 KBS2 금토드라마  《고백부부》(특별출연)
- 2021년 SBS 금토드라마  《펜트하우스 2》 - 교도관 역(특별출연)
- 2021년 SBS 금토드라마  《펜트하우스 3》 - 교도관 역(특별출연)

### 영화
- 2019년 《재혼의 기술》(특별출연)

## 광고(CF)
- 1994년 오뚜기 참깨라면
- 1994년 해태제과 끄레뻬
- 1995년 해태제과 다이어트700
- 1995년 삼성전자 미니미니
- 1996년 해태제과 오예스
- 2014년 현대자동차 brilliant memories
- 2015년 휴먼블루
- 2015년 불스원 비졸
- 2017년 촉산 무협의 신
- 2017년 위메프
- 2017년 하이웍스
- 2017년 카카오페이
- 2017년 KB손해보험 다이렉트: 이상민 편
- 2017년 라쉬반코리아
- 2017년 브레오
- 2017년 닥터지
- 2017년 (주)한국미라클피플사 은나노스텝
- 2017년 오뚜기 죽
- 2018년 S마켓
- 2018년 노즈 스위퍼
- 2018년 세미솔루션 차눈 블랙박스
- 2018년 이베이코리아 스마일카드
- 2018년 홈랩 기절배게
- 2018년 리바이스
- 2018년 힐링요
- 2019년 바디프랜드
- 2019년 어헤즈
- 2019년 애프터샥
- 2020년 호치킨

## 홍보대사
- 2007년 서울시 장애인협회 명예홍보대사
- 2009년 안티에이징엑스포2009 홍보대사
- 2009년 대한 댄스스포츠 실업연맹 홍보대사
- 2012년 제15회 보령머드축제 홍보대사
- 2016년 태안군 홍보대사
- 2019년 원주 국제뷰티페스티벌 홍보대사

## 수상 및 후보
| 연도 | 시상식                           | 부문                               | 작품                               | 결과 |
| ---- | -------------------------------- | ---------------------------------- | ---------------------------------- | ---- |
| 1999 | 코리안 뮤직 어워드               | 프로듀서상                         |                                    | 수상 |
| 2012 | 제6회 Mnet 20's Choice           | 20's Booming Star                  | 음악의 신                          | 후보 |
| 2014 | tvN 《더 지니어스: 룰 브레이커》 | 우승                               | 빈칸                               | 수상 |
| 2017 | MBC 방송연예대상                 | MC상                               | 섹션TV 연예통신                    | 수상 |
| 2017 | SBS 연예대상                     | 쇼•토크 부문 신인상                | 미운 우리 새끼                     | 수상 |
| 2018 | 백상예술대상                     | TV부문 남자예능상                  | 아는 형님, 미운 우리 새끼          | 후보 |
| 2018 | SBS 연예대상                     | 쇼•토크 부문 남자 우수상           | 미운 우리 새끼                     | 수상 |
| 2018 | MBC 방송연예대상                 | 뮤직•토크 부문 베스트 엔터테이너상 | 섹션TV 연예통신                    | 수상 |
| 2019 | SBS 연예대상                     | 베스트 커플상(with 탁재훈)         | 미운 우리 새끼                     | 수상 |
| 2020 | SBS 연예대상                     | 리얼리티쇼 부문 남자 최우수상      | 미운 우리 새끼                     | 수상 |
| 2021 | SBS 연예대상                     | 올해의 예능인상                    | 미운 우리 새끼, 신발 벗고 돌싱포맨 | 수상 |
| 2021 | SBS 연예대상                     | 대상                               | 미운 우리 새끼                     | 수상 |
| 2022 | SBS 연예대상                     | 명예사원상                         | 신발 벗고 돌싱포맨                 | 수상 |
| 2023 | SBS 연예대상                     | SBS의 아들 상                      | 신발 벗고 돌싱포맨, 미운 우리 새끼 | 수상 |
| 2023 | SBS 연예대상                     | 골든솔로상                         | 신발 벗고 돌싱포맨, 미운 우리 새끼 | 수상 |
| 2024 | SBS 연예대상                     | SBS 아들상                         | 신발 벗고 돌싱포맨, 미운 우리 새끼 | 수상 |
| 2024 | SBS 연예대상                     | 프로듀서상                         | 신발 벗고 돌싱포맨, 미운 우리 새끼 | 수상 |